# Zbyšek Stodůlka
Zbyšek Stodůlka (19. června 1947 Frýdek-Místek – 20. června 2014) byl český politik, v 90. letech 20. století poslanec České národní rady a Poslanecké sněmovny za Hnutí za samosprávnou demokracii - Společnost pro Moravu a Slezsko, později za ČSSD.

## Biografie
Jeho otcem byl pediatr MUDr. Ferdinand Stodůlka, matkou Libuše Stodůlková, rozená Stuchlíková. Část příbuzenstva byla polské národnosti. Zbyšek byl profesí advokátem.
Ve volbách v roce 1990 byl zvolen do České národní rady za HSD-SMS. Ve volbách v roce 1992 mandát za HSD-SMS obhájil (volební obvod Severomoravský kraj). Zasedal ve výboru petičním, pro lidská práva a národnosti a výboru mandátovém a imunitním.
Od vzniku samostatné České republiky v lednu 1993 byla ČNR transformována na Poslaneckou sněmovnu Parlamentu České republiky. V ní setrval do konce funkčního období, tedy do voleb v roce 1996. Byl místopředsedou výboru petičního, pro lidská práva a národnosti.
V lednu 1993 vystoupil z klubu HSD-SMS poté, co se tato strana přejmenovala na Hnutí za samosprávnou demokracii Moravy a Slezska (HSDMS). Nesouhlasil s novou orientací strany. Byl pak dočasně nezařazeným poslancem. V červnu 1993 pak spolu s dalšími odpadlíky z HSDMS založil poslanecký klub Hnutí za samosprávnou demokracii-Společnosti pro Moravu a Slezsko, který se názvem hlásil k původnímu jménu HSDMS, ale ve skutečnosti vystupoval proti této straně a v jeho činnosti hrála významnou roli radikálněji naladěná Moravská národní strana (MNS). V dubnu 1994 se ovšem MNS a její stoupenci z této sněmovní frakce stáhla, čímž poslanecký klub de facto zanikl, protože počet jeho členů klesl na minimum. Stodůlka v klubu zůstal. V červnu 1994 se podílel na založení nové politické strany, Hnutí samosprávné Moravy a Slezska, která tak díky němu získala i zastoupení v parlamentu. V listopadu 1995 přestoupil do poslaneckého klubu ČSSD.